# 成井俊雄
成井 俊雄（なるい としお、1960年（昭和35年）2月6日 - 2011年（平成23年）11月21日）とは、栃木県芳賀郡益子町の「益子焼」の陶芸家である。
益子焼有数の窯元である「円道寺窯」の3代目であり、同じく益子焼の陶芸家である成井立歩の長男として、「円道寺窯」の後継者とされていた。

## 生涯
1960年（昭和35年）2月6日、栃木県益子町の窯元「円道寺窯」3代目当主・成井立歩の長男として生まれる。
学校の勉強が面白くなかったので中学校だけで学校へ行くのを止め、クラスで2人だけの中卒で学業を終えた。それから東京へ出て勤めに出たが、「自分の帰ってくる場所はここしかない」と自由な空気のある益子に戻ってきた。
19歳から2年間、栃木県那須郡黒羽町（現在の大田原市）の雲巌寺に修行に出た。その後実家に戻り、父・立歩に弟子入りし作陶活動に入った。1981年（昭和56年）から展覧会への出品も始めた。
益子の風土から切り離されたカラフルな陶器を横目で見ながら「益子焼というものがすっかり見えなくなってしまった」と語り、地元・益子の土を陶土とし、薪を焚きお茶を飲み風呂に入る、そうした生活から出る灰や、窯焚きの時に出る灰を用いて灰釉にして、楽しみながら悠然と土に向かう日常を送っていた。
また10年もの間轆轤に向かっていたら、突然轆轤に熱中出来なくなり、手で土を起こす作陶が中心になった事もあった。
自分の手で作陶していると、薄手のものでは物足りず、ぐい呑みであろうとも土をたっぷりと使った重量感のある力強い器を作り続けていた。
現代的な感性から離れ、昔からある益子が自然に息づく器を、父・立歩と共に「円道寺窯」で作り続けた。
2010年（平成22年）2月25日に益子町の自宅で逝去した父・立歩に続くようにして、翌年の2011年
（平成23年）11月21日、病気のため逝去した。享年51。
こうして「円道寺窯」は廃絶した。
しかしこの後、立歩の弟である成井恒雄の子どもたちが父・恒雄の遺した「成井窯」を続け、「円道寺窯」の系譜は続いていくことになる。